# جيمس كينغ (واثب حواجز)
جيمس كينغ (بالإنجليزية: James King)‏ هو واثب حواجز ‏ أمريكي، ولد في 9 مايو 1949.